# Список епізодів телесеріалу «Клан Сопрано»
У цій статті наведений список серій кримінальної драми Клан Сопрано. Серіал розпочався на HBO 10 січня 1999 року в США з пілотної серії та завершився 10 червня 2007 епізодом «Made in America». Серіал складається з 86 серій. Кожний сезон має 13 епізодів, за винятком шостого — у ньому 21 серія.
Як і серіал «Секс і місто», HBO випустив завершальний сезон «Клану Сопрано» двома частинами: перша частина виходила з березня по червень 2006 року та містить 12 серій ; друга частина почалась 8 квітня 2007 року та складалася з 9 серій.

## Епізоди
| Сезон | Сезон         | всього серій | прем'єрний показ           | прем'єра на ICTV            |
| ----- | ------------- | ------------ | -------------------------- | --------------------------- |
|       | 1             | 13           | 10 січня — 4 квітня 1999   | 13 липня — 22 липня 2010    |
|       | 2             | 13           | 16 січня — 9 квітня 2000   | 26 липня — 5 серпня 2010    |
|       | 3             | 13           | 4 березня — 20 травня 2001 | 5 серпня — 18 серпня 2010   |
|       | 4             | 13           | 15 вересня — 8 грудня 2002 | 19 серпня — 10 вересня 2010 |
|       | 5             | 13           | 7 березня — 6 червня 2004  | очікується                  |
|       | 6 (Частина 1) | 12           | 12 березня — 4 червня 2006 | очікується                  |
|       | 6 (Частина 2) | 9            | 8 квітня — 10 червня 2007  | очікується                  |

### Сезон 1 (1999)
1. The Sopranos (Сопрано)
2. 46 Long (Костюм 46-го розміру)
3. Denial, Anger, Acceptance (Заперечення, гнів, прийняття)
4. Meadowlands (Луки)
5. College (Коледж)
6. Pax Soprana (Пакс Сопрано)
7. Down Neck (З дна горлянки)
8. The Legend of Tennessee Moltisanti (Легенда про Теннессі Молтісанті)
9. Boca (Бока)
10. A Hit Is a Hit (Хіт є хіт)
11. Nobody Knows Anything (Ніхто нічого не знає)
12. Isabella (Ізабелла)
13. I Dream of Jeannie Cusamano (Мені сниться Джіні Кузамано)

### Сезон 2 (2000)
1. Guy Walks into a Psychiatrist's Office... (Хлопець заходить до психіатра...)
2. Do Not Resuscitate (Не реанімувати)
3. Toodle-Fucking-Oo (До клятого побачення)
4. Commendatori (Комендаторі)
5. Big Girls Don't Cry (Сильні дівчата не плачуть)
6. The Happy Wanderer (Щасливий мандрівник)
7. D-Girl (Дівчина з кіно)
8. Full Leather Jacket (Шкіряна куртка)
9. From Where to Eternity (Від світу цього до вічності)
10. Bust Out (Розорення)
11. House Arrest (Домашній арешт)
12. The Knight in White Satin Armor (Лицар у білій шовковій броні)
13. Funhouse (Будинок розваг)

### Сезон 3 (2001)
1. Mr. Ruggerio's Neighborhood (Район містера Руджеріо)
2. Proshai, Livushka (Прощавай, Лівушка)
3. Fortunate Son (Щасливий син)
4. Employee of the Month (Працівник місяця)
5. Another Toothpick (Ще одна зубочистка)
6. University (Університет)
7. Second Opinion (Друга думка)
8. He Is Risen (Він воскрес)
9. The Telltale Moozadell (Доносницька моцарела)
10. ...To Save Us All from Satan's Power (...Щоб урятувати нас від сили сатани)
11. Pine Barrens (Соснові хащі)
12. Amour Fou (Божевільне кохання)
13. The Army of One (Один у полі воїн)

### Сезон 4 (2002)
1. For All Debts Public and Private (За всі борги — публічні й приватні)
2. No Show (Не з'явилась)
3. Christopher (Крістофер)
4. The Weight (Вага)
5. Pie-O-My (Пай-О-Май)
6. Everybody Hurts (Усім боляче)
7. Watching Too Much Television (Занадто багато телевізора)
8. Mergers and Acquisitions (Злиття й поглинання)
9. Whoever Did This (Хто б це не зробив)
10. The Strong, Silent Type (Сильний, мовчазний тип)
11. Eloise (Елоїза)
12. Whitecaps (Білий прибій)

### Сезон 5 (2004)
1. Two Tonys (Двоє Тоні)
2. Rat Pack (Зграя щурів)
3. Where's Johnny? (Де Джонні?)
4. All Happy Families... (Усі щасливі родини...)
5. Irregular Around the Margins (Нерівності по краях)
6. Sentimental Education (Сентиментальне виховання)
7. In Camelot (У Камелоті)
8. Marco Polo (Марко Поло)
9. Unidentified Black Males (Невстановлені темношкірі чоловіки)
10. Cold Cuts (Холодні нарізки)
11. The Test Dream (Сон-випробування)
12. Long Term Parking (Довготривала стоянка)
13. All Due Respect (З усією повагою)

### Сезон 6 (2006-2007)
1. Members Only (Тільки для членів)
2. Join the Club (Приєднуйся до клубу)
3. Mayham (Маячня)
4. The Fleshy Part of the Thigh (М'ясиста частина стегна)
5. Mr. & Mrs. John Sacrimoni Request (Містер і місіс Джон Сакрімоні просять)
6. Live Free or Die (Живи вільно або помри)
7. Luxury Lounge (Лаунж розкоші)
8. Johnny Cakes (Джонні Кейкс)
9. The Ride (Атракціон)
10. Moe n' Joe (Мо і Джо)
11. Cold Stones (Холодне каміння)
12. Kaisha (Кайша)
13. Soprano Home Movies (Сімейні фільми Сопрано)
14. Stage 5 (П'ятий етап)
15. Remember When (Згадуй, коли...)
16. Chasing It (У погоні за виграшем)
17. Walk Like a Man (Ходи, як чоловік)
18. Kennedy and Heidi (Кеннеді та Гайді)
19. The Second Coming (Друге пришестя)
20. The Blue Comet (Синя комета)
21. Made in America (Зроблено в Америці)